# Keresztény rock (South Park)
A Keresztény Rock (Christian Rock Hard) a South Park című rajzfilmsorozat 105. része (a 7. évad 9. epizódja). Elsőként 2003. október 29-én sugározták az Egyesült Államokban.

## Cselekmény
|  | Alább a cselekmény részletei következnek! |

A főszereplő gyerekek rockbandát szerveznek „Moop” néven, de nem igazán találják meg a zenei stílusukat. Ekkor Eric Cartman előáll azzal az ötlettel, hogy pénzszerzés céljából alapítsanak egy keresztény rockbandát. Ez azonban a többieknek nem tetszik, ezért Cartmant kirúgják a csapatból. Végül Kyle Broflovski és Cartman fogadást köt, hogy aki először szerez az együttesével platinalemezt, az kap a másiktól 10 dollárt.
Cartman azonnal nekiáll egy új zenekart szervezni, „Hit+1” néven. A bandában Token lesz a basszusgitáros, Butters a dobos, Cartman pedig az énekes és a billentyűs. Cartman terve az, hogy mások által megírt dalszövegekbe beleírja Jézus nevét és ezzel rengeteg pénzt keres.
Eközben Stan Marsh, Kyle és Kenny McCormick próbálnak rátalálni a zenei stílusukra, ezért CD-ket akarnak venni. Elsőként Kyle apjához fordulnak anyagi támogatásért, de ő nem ad nekik pénzt. Ekkor Kenny javaslatára az internetről kezdenek el illegálisan zenéket letölteni. Azonban hirtelen kommandósok törnek be a szobába, majd a rendőrségen a rendőrfőnök felvilágosítja a fiúkat, hogy az ingyenes zeneletöltés nem is olyan kis bűn, mint amilyennek gondolták; rengeteg előadó kénytelen miatta visszafogni a meggondolatlan költekezést. A fiúk megfogadják, hogy soha többé nem tesznek ilyet és tiltakozásba kezdenek a letöltések ellen, melyhez hamarosan több híres zenész is csatlakozik.
Ezalatt Cartmannek és együttesének sikerül feljutnia a nagyszínpadra egy keresztény fesztiválon. A szereplés hatására egy lemezkiadó cég szerződést köt velük és intenzíven reklámozni kezdi első albumukat. A kampány eredményeként Cartmanéknek sikerül eladniuk egymillió lemezt, ezért egy ünnepségen átveheti a díjat. A díjátadóra meghívja a többieket is, akik rájönnek, hogy a zenélés igazi lényege nem a pénzszerzés, hanem a közönség megszólítása, ezért felhagynak a tiltakozással.
A díjátadón kiderül, hogy a keresztény rockzenében nincsen platinalemez, hanem csak bíbor, emiatt Cartman nagyon ideges lesz, mivel nem tudta legyőzni Kyle-t. Idegességében először istenkáromlásba kezd, ezután Tokent sértegeti, aki azonban jól megveri, majd otthagyja. Végül némi hezitálás után Butters is Cartman ellen fordul.

## Utalások
- A jelenet, melyben Cartman a buszon ülve zenét hallgat és a kezére írja a dalszöveget, utalás Eminem 8 mérföld című filmjének egyik jelenetére.

## Érdekességek
- Az epizód azt sugallja, hogy az ingyenes letöltéssel semmi gond nincsen. Ez egyben a sorozat készítőinek az álláspontja is, akiket nem zavar, ha a South Park epizódjait ingyen töltik le a rajongók. Ennek ellenére a YouTube és a hasonló videómegosztó oldalak levették azokat a videókat, amelyek a Viacom tulajdonát képezik.[1]
- A Moop tiltakozásán többek közt a következő zenészek és együttesek jelentek meg: Rancid, Ozzy Osbourne, Meat Loaf, Master P, Radiohead, Blink-182, Metallica, Korn, Britney Spears, Missy Elliott, Alanis Morissette és az Alvilág Urai (Skyler bandája).
- Valójában a keresztény rock műfajában is van platinalemez.

## Bakik
- Amikor a fénykép elkészül Token a jobb oldalon  mig a bal oldalon Butters látható
- Amikor elkészül a lemezborító, annak jobb oldalán Butters, bal oldalán pedig Token látható.
- Mikor Cartman, Kyle-nak dicsekszik, a borítóról hiányzik Butters, később pedig a televíziós CD-reklámjuk alatt Token van a borító bal oldalán.

## Külső hivatkozások
- Keresztény rock a South Park Studios hivatalos honlapon (Archiválva 2008. március 23-i dátummal a Wayback Machine-ben)